# Émile Gautier (peintre)
Émile Gautier, né le 27 septembre 1920 à Saint-Nazaire (Loire-Inférieure) et mort le 4 août 2013 à La Chapelle-Montligeon (Orne), est un peintre français.

## Biographie
Émile Gautier naît à Saint-Nazaire le 27 septembre 1920. Il est le premier des trois enfants d’Émile Gautier et Marie Airiau.
Il est l’élève du peintre postimpressionniste Georges Éveillard à Saint-Nazaire. À 18 ans, il est invité à exposer au salon du groupe artistique de Saint-Nazaire et en novembre 1937, à 22 ans il expose au Salon des artistes français à Paris,, organisé par la Société des artistes français où il est reçu en 1942.
Durant la Seconde Guerre mondiale, il se réfugie à Legé puis s’inscrit de 1945 à 1946 au cours d’Émile Simon à l’école des beaux-arts de Nantes. Il se consacre alors aux paysages des environs de Noirmoutier, Saint-Gilles-Croix-de-Vie et Legé.

« Mes peintures étaient de petites impressions notées rapidement ; elles plaisaient et se vendaient bien l’été dans ces deux sites côtiers. »

— Émile Gautier.
Le peintre revient s'installer à Saint-Nazaire en juin 1946 et se consacre à la peinture de paysages de la Brière. Il est, dès 1948, l’unique professeur de l’école municipale de dessin de Saint-Nazaire ; il en devient le directeur jusqu’en 1983. 
Il est également directeur du musée de Saint-Nazaire de 1972 à 1983.
Secrétaire général du groupe artistique de Saint-Nazaire à partir de 1949, il en est président de 1981 à 1991. Ce groupe a accueilli Jean Chabot, Eugène-Jean Chapleau, Joël Dabin, Paul Dauce, Emmanuel Fougerat, Jean Fréour, Joseph Stany Gauthier, Alain Gombaud, Charles Perron, Simone Sauzereau, Suzanne Sauzereau-Guérin, Émile Simon ou encore Gustave Tiffoche,,,.
Il épouse Janine Orvain le 20 septembre 1950. Le couple a deux filles.
Il se retire chez sa fille à La Chapelle-Montligeon (Orne) où, frappé de cécité, il ne peut plus peindre durant les dix dernières années de son existence. Il meurt le 4 août 2013 et est enterré à La Chapelle-Montligeon auprès de son épouse,.

## Œuvre et notoriété
Émile Gautier a pour sujets favoris la Brière, la Bretagne — dont Le Croisic, Le Faouët, Locronan, Rochefort-en-Terre — et la Provence, peignant des paysages et des fleurs. 
Son inspiration est influencée par l’œuvre d’Émile Simon et peint en Bretagne des côtes découpées, des vieilles pierres au milieu de la verdure, des ports de fond de baie ou des bateaux de pêche aux couleurs vives.
Dessinateur aux chantiers navals de Saint-Nazaire de 1937 à 1942, il conserve une attirance pour les paysages industriels, traversés des lignes multiples des grues et des cheminées d’usine. Son tableau consacré à l’incendie du Monarch of the sea en est un exemple,.
Proche de Fernand Guériff, il participe à l’illustration de son ouvrage Brière de brumes et de rêves en 1979.

« Il a saisi à merveille les vibrations de la lumière du marais, en ses peintures, ses aquarelles et ses dessins au feutre ou à la plume d’oie. »

— Fernand Guériff.
À partir des années 1980, il s’intéresse aux paysages de Saint-Rémy-de-Provence, des Baux-de-Provence et de la côte provençale.
Des séjours à Venise (1983, 1991) marquent également son inspiration.
Exposant régulièrement au salon des artistes français et au salon des indépendants, Émile Gautier est sociétaire des artistes indépendants, sociétaire perpétuel lauréat des artistes français. Il a obtenu plusieurs commandes de l’État français ; il est également mentionné dans l’édition de 1976 du dictionnaire Bénézit.
Il participe également régulièrement à la biennale d’art contemporain de Nantes.

« C’est le peintre de la réalité fugace et éternelle. Un moment du jour, délicat, sensible, les lumières tendres, les valeurs justes […] La sûreté de son dessin lui permet d'aborder tous les sujets et c’est toujours avec la même qualité d’œil qu'il les traite […] Émile Gautier […] restitue le paysage dans sa tendresse, son effusion intérieure, sans brusquerie, en homme de science et en donnant au raffinement de nouvelles lettres de noblesse, sans jamais perdre de vue que le beau est l’horreur du joli. »

— André Lenormand.